# Seznam francouzských výsadkových lodí

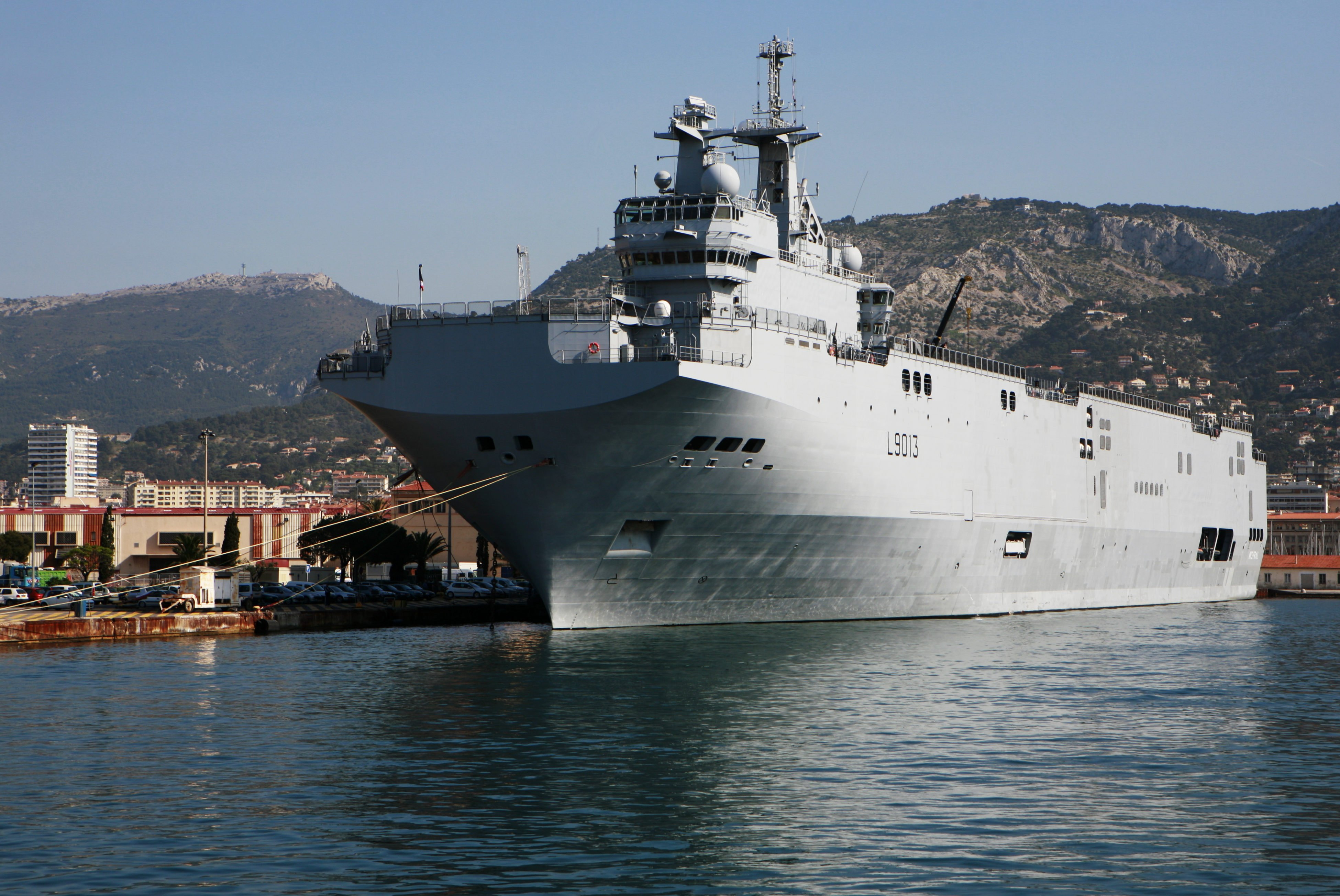
Mistral (L9013)

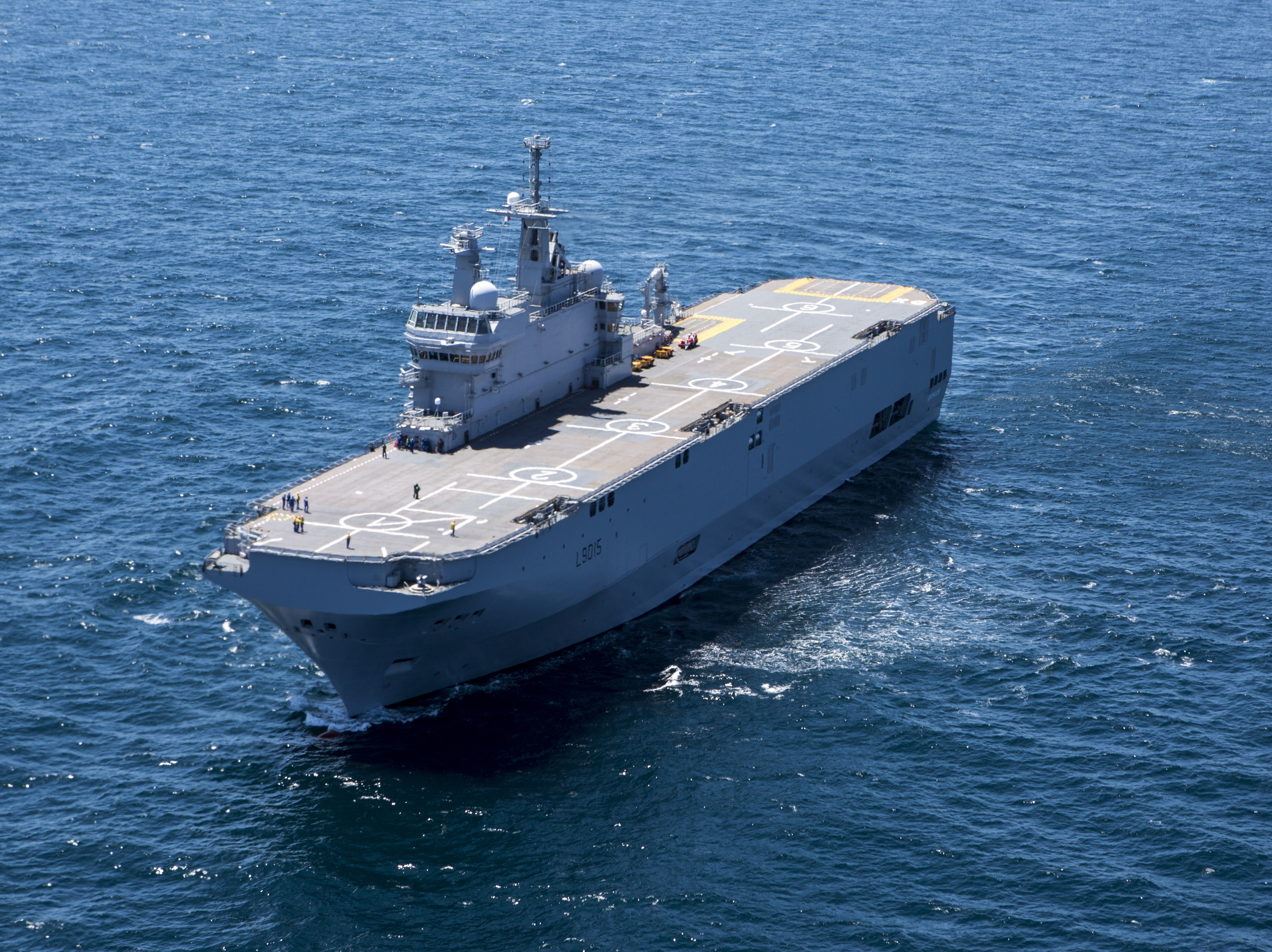
Dixmude (L9015)

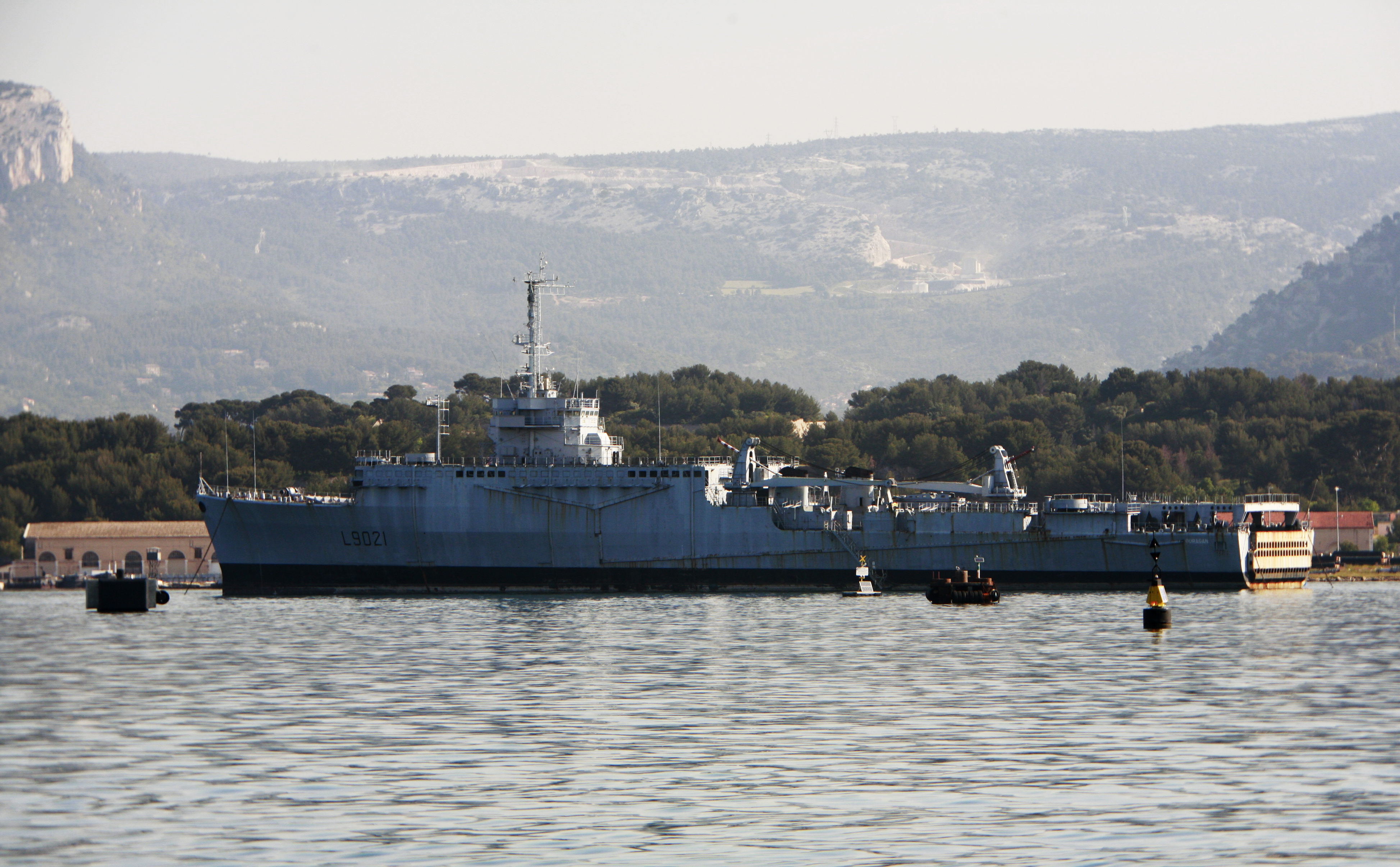
Ouragan (L9021)

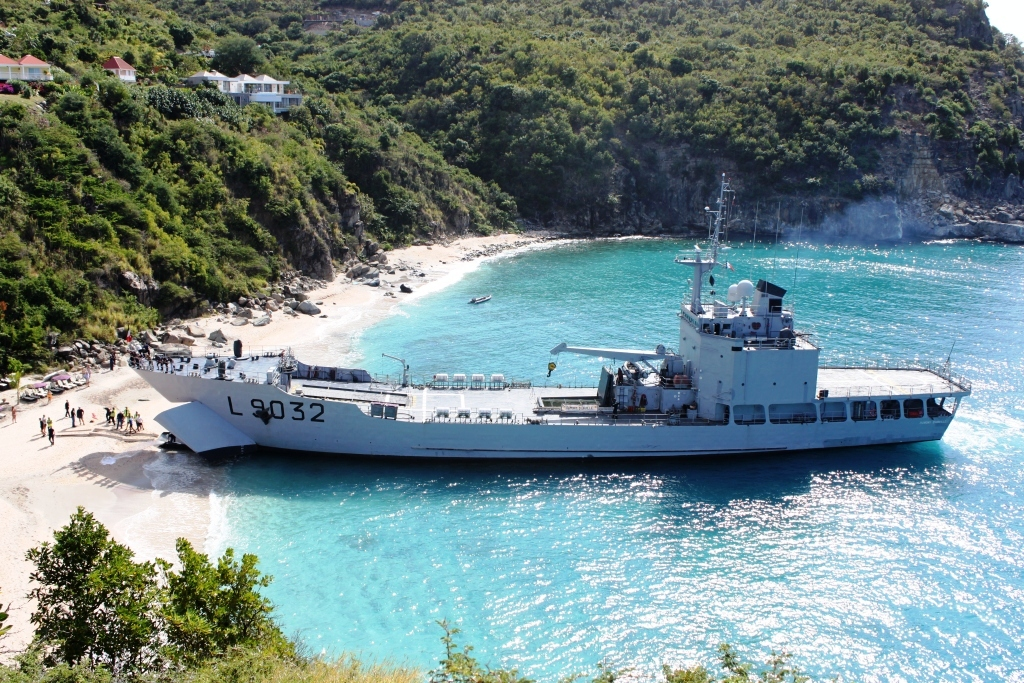
Dumont d'Urville (L9032)

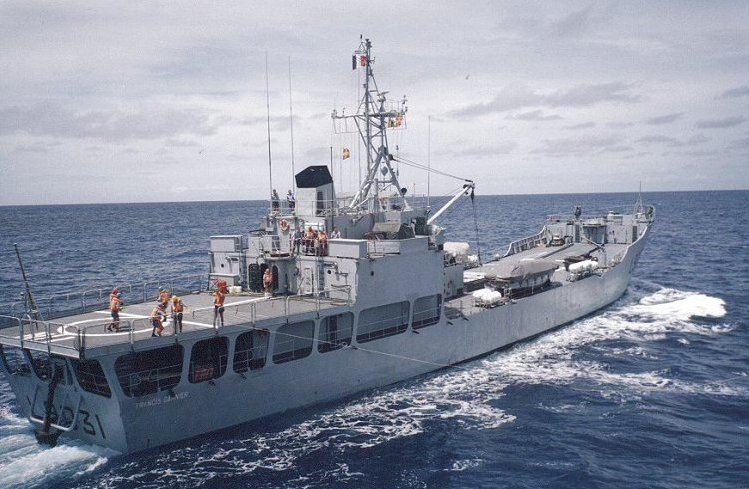
Francis Garnier (L9031)

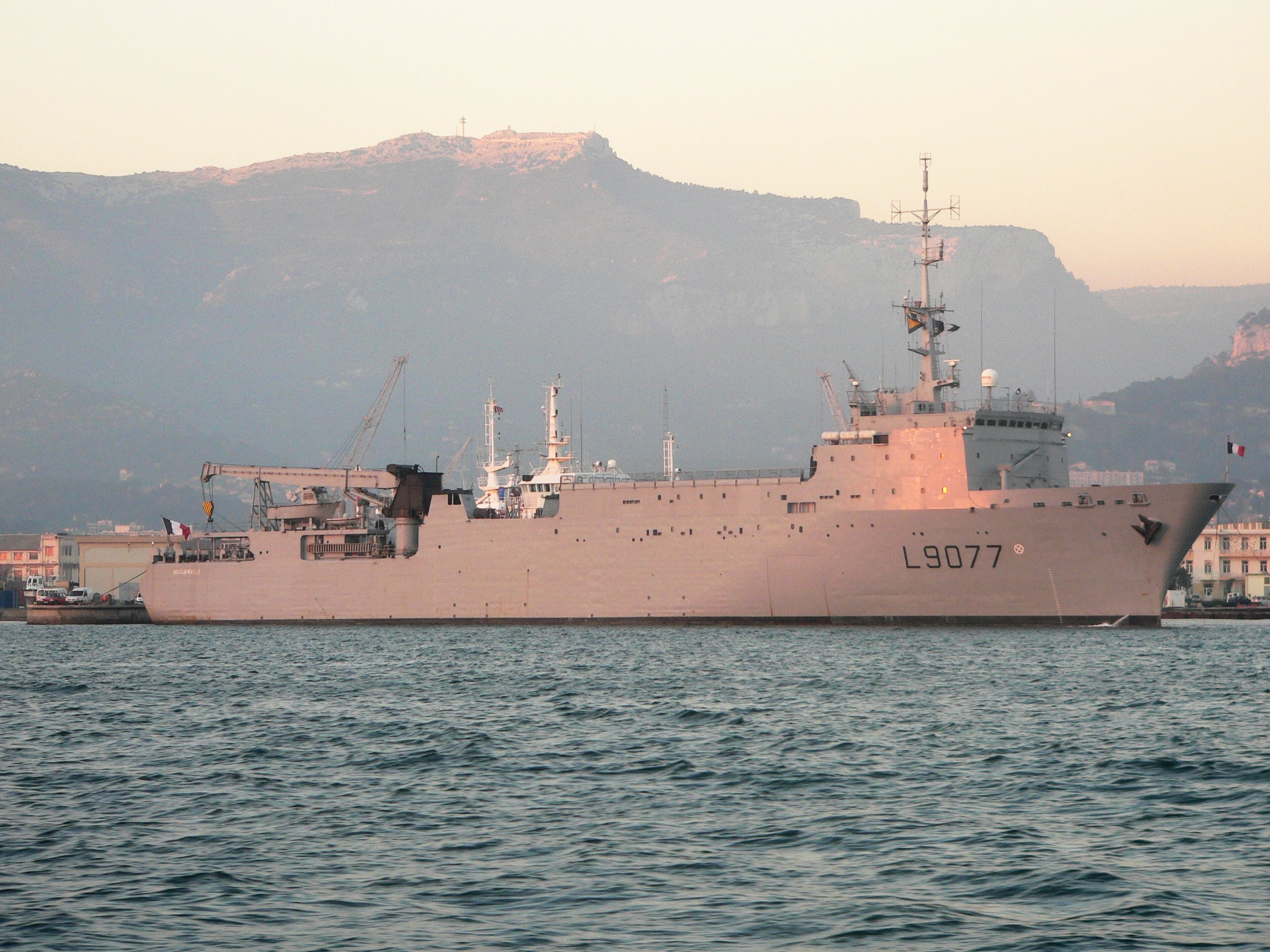
Bougainville (L9077)

Seznam francouzských výsadkových lodí obsahuje všechny výsadkové lodě, které sloužily nebo slouží u Francouzského námořnictva.

## Vrtulníkové výsadkové lodě

### TřídaMistral
- Mistral (L9013) - aktivní
- Tonnerre (L9014) - aktivní
- Dixmude (L9015) - aktivní

## Dokové výsadkové lodě

### TřídaFoudre
- Foudre (L9011) - vyřazena
- Siroco (L9012) - vyřazena

### TřídaBougainville
- Bougainville (L9077) - vyřazena

### TřídaOuragan
- Ouragan (L9021) - vyřazena
- Orage (L9022) - vyřazena

### TřídaCasa Grande
- Foudre (L9020) - vyřazena

## Tankové výsadkové lodě

### TřídaChamplain
- Champlain (L9030) - vyřazena
- Francis Garnier (L9031) - vyřazena
- Dumont d'Urville (L9032) - vyřazena
- Jacques Cartier (L9033) - vyřazena
- La Grandière (L9034) - vyřazena